# Gasthaus zur Post (Gerolsbach)

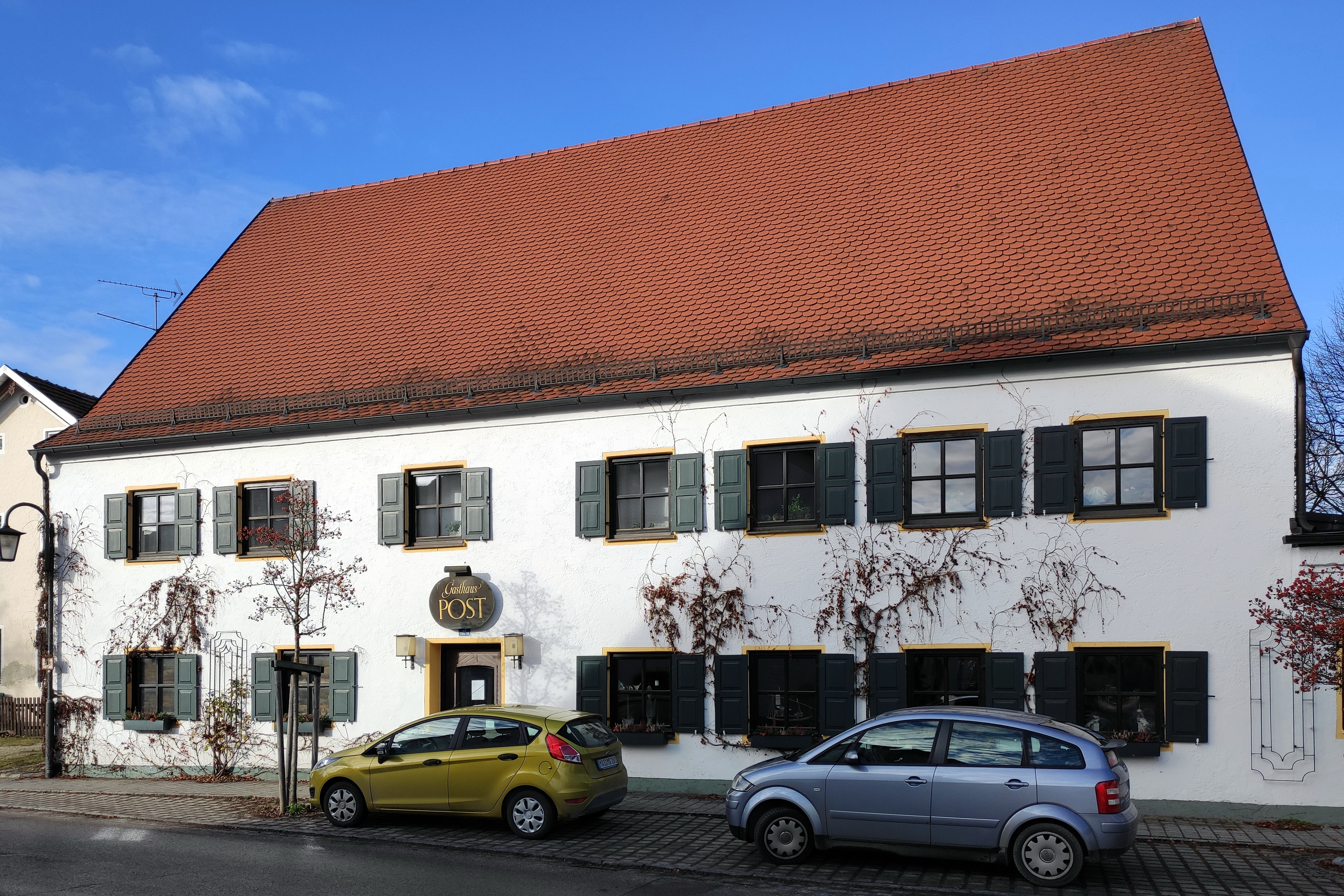
Gasthaus zur Post in Gerolsbach

Der Gasthaus zur Post in Gerolsbach, einer Gemeinde im oberbayerischen Landkreis Pfaffenhofen an der Ilm, wurde im Kern im 18. Jahrhundert errichtet. Das Gasthaus an der Sankt-Andreas-Straße 3 gehört zu den geschützten Baudenkmälern in Bayern.
Der zweigeschossige, verputzte traufseitige Steilsatteldachbau besitzt sieben zu zwei Fensterachsen.